# Лоуренс, Искра
Искра Арабелла Лоуренс (англ. Iskra Arabella Lawrence; род. 11 сентября 1990, Вулвергемптон, Уэст-Мидлендс) — английская манекенщица и фотомодель. Также является главным редактором сайта Runway Riot, — источника информации о гламуре для женщин всех форм и размеров. Лоуренс — модель бренда Aerie, под которым продается бельё от American Eagle Outfitters, также она лицо бренда NEDA и создатель премии NEDA Inspires Award.

## Биография
Искра Арабелла Лоуренс родилась 11 сентября 1990 года в Вустере (Англия). Обучалась в школе Бромсгроув, выступала за национальную сборную по плаванию, в возрасте 15 лет была принята в британский Национальный Молодёжный театр.

## Модельный бизнес
Искра Лоуренс принципиально не пользуется ретушью при публикации своих снимков в Instagram и не позволяет другим ретушировать её снимки. Она работает моделью для линейки белья Aerie от American Eagle Outfitters. Она ведёт интернет-сайт Runway Riot, средство массовой информации для женщин всех форм и размеров, которые хотят роскошно выглядеть. Из-за своей фигуры и активной позиции, Искра постоянно становится мишенью для насмешек и нападок. При этом, несмотря на то, что её традиционно относят к так называемым plus size моделям, сама Искра возражает против такой классификации.

## Активизм и благотворительность
Лоуренс является послом бренда Национальной ассоциации расстройств пищевого поведения (NEDA) и создателем премии «Вдохновение ассоциации NEDA» (от англ. «NEDA Inspires»)
Лоуренс не ретуширует свои собственные изображения, которые она публикует в социальных сетях, таких как Instagram и Facebook. Она активно критикует стереотипы о тучности тела, о чём нам говорит «конфликт» с одним пользователем, с которым она столкнулась в апреле 2016 года в своей учётной записи Instagram после того, как пользователь оскорбил её. Она не любит, когда её классифицируют как модель большого размера (от англ. Plus-Size) .

## Награды
В 2016 году Лоуренс была выбрана в качестве одной из 100 женщин мира по версии «BBC», а в 2017 году она была одной из семи женщин, выбранных во «Всемирную ассоциацию девушек-гидов и великих девушек-скаутов».
Лоуренс была в номинация в категории «мульти-работники» (от англ. multi-hyphenates) в журнале  « Maxim HOT 100» в  2017 году.
В 2019 году Лоуренс был номинирована в журнале Forbes  в категории искусства и культуры. А также школа «Малверн Сент-Джеймс» признала Лоуренс одной из своих выпускниц топ-100, вдохновляя женщин будущего.

## Другая работа
Лоуренс была автором журнала «Self». Также она являлась основателем и редактором в «Runway Riot», веб-сайте, предназначенном для того, чтобы женщины всех форм и размеров могли узнать о гламуре.
В 2018 году Лоуренс была ведущей «Зеркального вызова с Искрой» в качестве создателя главной концепции шоу. Лоуренс также получила «кредит» производителя для программы.

## Личная жизнь
В январе 2018 года Лоуренс познакомилась с автором песен Филиппом Пейном на вечеринке, посвящённой премии «Грэмми» в Нью-Йорке, и позже они начали встречаться. 19 апреля 2020 года было сообщено о рождении их первенца.